# 16-я стрелковая бригада
16-я стрелковая бригада — воинское соединение СССР в Великой Отечественной войне

## История
Сформирована в октябре 1941 года в посёлке Ситники (?) Борского района Горьковской области. В 09.11.1942 году бригада была пополнена курсантами Телавского военно-пехотного училища.
В ноябре 1941 года сосредоточилась в районе станицы Ольгинская, заняв исходное положение для атаки на южном берегу Дона, напротив станицы Аксайская с задачей переправиться по льду через Дон и наступать на предместье Ростова — посёлок Фрунзе, а затем выйти на западную окраину города. 27.11.1941 года к исходу дня в результате наступления бригада заняла предместье города. На пятый день наступления бригада продвинулась более чем на 100 километров и заняла позиции на реке Самбек, северо-восточнее Таганрога. Дальнейшее наступление было безуспешным.
С лета 1942 года с боями отступала к Кавказу на левом фланге 56-й армии. Вела бои на Кубани, 10.08.1942 года её остатки занимали левый фланг рубежа по реке Белая от посёлка Вербин до Майкопа.
08.09.1942 года переброшена в Новороссийск.
В дальнейшем принимала участие в Краснодарской наступательной операции, 24.01.1943 года сосредоточилась в районе между станицами Ставропольской и Азовской, освободила станицы Азовская, Северская и к 18.02.1943 года вышла на рубеж реки Бугундырь, напротив Абинска
В марте 1943 года на базе бригады создана 30-я стрелковая дивизия

## Полное название
16-я стрелковая бригада

## Подчинение
- Южный фронт, 56-я армия — с момента формирования.
- Закавказский фронт, Черноморская группа войск — с 07.09.1942 года.
- Закавказский фронт, Черноморская группа войск, 47-я армия — 01.01.1943 года.
- Северо-Кавказский фронт, 47-я армия, 21-й стрелковый корпус — 01.04.1943 года.

## Состав
- 1629-я полевая почтовая станция;
- 1616-я полевая касса Госбанка (на 01.10.1942 г.)

## Командиры
- Людников, Иван Ильич, (30.10.1941 — 24.03.1942), полковник
- Аршинцев, Борис Никитович (24.03.1942 — 29.05.1942), полковник
- Левин, Павел Иванович, (29.05.1942 — 12.1942), полковник
- Сосков, Михаил Григорьевич (12.1942 — 02.1943), подполковник
- Гальцев, Александр Степанович (02.1943 — 05.1943), подполковник